# Annari Viljoen
Pour les articles homonymes, voir Viljoen.
Annari Viljoen, née le 16 janvier 1987 à Bloemfontein, est une joueuse sud-africaine de badminton.

## Carrière
Aux Jeux africains de 2011, elle est médaillée d'or en double dames avec Stacey Doubell et en double mixte avec son frère Willem Viljoen.
Annari Viljoen participe au tournoi de double dames de badminton aux Jeux olympiques d'été de 2012 à Londres avec Michelle Edwards ; la paire sud-africaine est éliminée en quarts de finale par les Russes Nina Vislova et Valeria Sorokina.
Elle remporte aux Championnats d'Afrique de badminton la médaille d'or en double dames en 2010, 2011 et 2012, la médaille d'or en double mixte en 2011, la médaille d'or par équipe mixte en 2011, la médaille d'argent en double mixte en 2010 et la médaille de bronze en double dames en 2009.